# Mortadella
Pour les articles homonymes, voir Mortadella (homonymie).
Pour plus de détails, voir Fiche technique et Distribution.

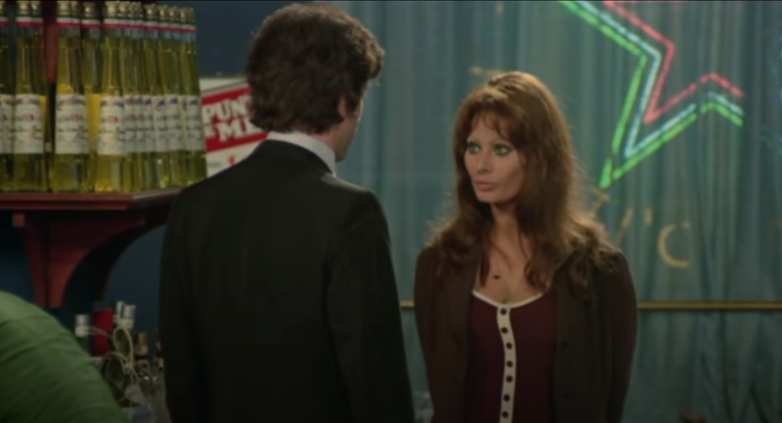
Extrait du film Mortadella (1971)

Mortadella (titre original : La Mortadella) est un film franco-italien réalisé par Mario Monicelli, sorti en 1971.

## Fiche technique
- Titre original : La Mortadella
- Réalisation : Mario Monicelli, assisté de Carlo Vanzina
- Scénario : Suso Cecchi D'Amico, Mario Monicelli et Ring Lardner Jr.,, d'après une histoire de Renato W. Spera
- Photographie : Alfio Contini
- Musique : Ron et Lucio Dalla
- Montage : Ruggero Mastroianni
- Costumes : Albert Wolsky et Enrico Sabbatini
- Affiche : Raymond Savignac[1]
- Pays de production :  Italie,  France
- Genre : comédie
- Durée : 95 minutes
- Dates de sortie :
  - Italie : 23 décembre 1971
  - France : 9 août 1972 (Paris)

## Distribution
- Sophia Loren : Maddalena Ciarrapico
- Gigi Proietti : Michele Bruni
- William Devane : Jock Fenner
- Beeson Carroll : Dominic Perlino
- Danny DeVito : Fred Mancuso
- Susan Sarandon : Sally
- Robert Glaudini : Georgie
- David Doyle : O'Henry
- William J. Daprato : Pasquale
- Charles Bartlet : Wildflower
- Claudio Trionfi : un reporter